# RollerCoaster Tycoon
RollerCoaster Tycoon (RCT) ist eine ursprünglich von Chris Sawyer entwickelte Wirtschaftssimulationsspielreihe in 2D- bzw. 3D-Grafik, bei der der Spieler die Rolle eines Parkdirektors übernimmt und einen Vergnügungspark aufbauen und/oder erweitern soll. Die Reihe umfasst derzeit 11 Spiele. Der Fokus des Spiels liegt (anders als bei NoLimits) primär auf Management eines Freizeitparks. Die ersten drei Spiele (RollerCoaster Tycoon, RollerCoaster Tycoon 2 und RollerCoaster Tycoon 3) wurden für den PC entwickelt. Später wurden sie auch auf andere Systeme portiert. Der sechste Teil ist unter dem Titel Rollercoaster Tycoon World Ende März 2016 als Early Access erschienen.

## Spielablauf
Das Ziel des jeweiligen Szenarios liegt je nach Typ meistens darin, eine Kombination aus bestimmter Besucheranzahl, Parkbewertung und/oder Verkehrswert oder einen gewissen Umsatz zu erreichen. Manchmal muss man auch verschiedene Achterbahntypen mit einem bestimmten Wert (Nervenkitzel/Erregungsrate, g-Kraft etc.) bauen. Für den Park gibt es eine große Palette an Attraktionen, von fertigen oder selbstgebauten Achterbahnen über Karussells bis hin zu Autoscootern, Wildwasserbahnen und Tretbooten. Zudem können Verpflegungs- und andere Verkaufsstände zur Versorgung der Besucher, sowie verschiedene Souvenirstände, errichtet werden. Wege, Bepflanzung u. Ä. sind frei erstell- und entfernbar, das Terrain kann gehoben, gesenkt und die Beschaffenheit verändert werden. Beim Entwerfen der Vergnügungsparks kommt es im Wesentlichen darauf an, die Balance zwischen mäßig aufregenden Attraktionen wie Karussells, intensiven Achterbahnen, gepflegten und ästhetischen Erholungsbereichen und den verschiedenen Verzehr- und sonstigen Ständen zu wahren, um ein breites Publikum dauerhaft im Park zu halten, bis es sein verfügbares Geld ausgegeben hat. Hilfreich ist auch ein einfaches Wegesystem, da sich die Besucher sonst verirren können. Ohne sorgfältig eingesetzte Mechaniker, Wachleute und Hilfskräfte kann der Park außerdem schnell unattraktiv und weniger besucht werden.
Die durch den Computer simulierten Parkbesucher haben alle eine individuelle Vorliebe, was Adrenalinbedarf, Geldbeutel und Magenfestigkeit angeht. Der Spieler kann die Gedanken und Werte wie Hunger, Zufriedenheit und Übelkeit eines jeden Besuchers jederzeit abfragen und daraus Schlüsse zu möglichen Verbesserungen ziehen. Viele hochzufriedene Besucher, die beim Verlassen des Parks alles ausgegeben haben, sind ein Zeichen für einen durchdachten, bedarfsgerechten Park.
Ein Reiz des Spiels besteht darin, dass mit fortschreitendem Spiel immer neue Attraktionen erforscht und damit verfügbar werden, wobei das Forschungsetat und die -schwerpunkte festgelegt werden können.
Bei alledem sollte der Spieler seinen Kontostand nicht außer Acht lassen, Unfälle oder schlechtes Wetter können ihm einen Strich durch die Rechnung und seine Planungen zunichtemachen.

### Attraktionen
In Rollercoaster Tycoon gibt es sieben verschiedene Attraktionsgruppen (Läden nicht mitgezählt, diese sind im Spiel eine eigene Gruppe):
- Transportfahrten sind z. B. Attraktionen wie die Miniatureisenbahn oder Straßenbahnen, die die Besucher von A nach B bringen. Es gibt auch einige Transportbahnen, welche auf Wasser fahren.

- Gemäßigte Attraktionen sind für die Besucher eher langweilige, nur am Anfang des Szenarios sinnvolle Attraktionen. Zu ihnen zählen die Rutschspirale oder auch der Autoscooter.

- Kinderbahnen sind primär für minderjährige Besucher ausgelegt, welche sich noch nicht in zu extreme Attraktionen oder Bahnen trauen. Hier finden sich beispielsweise langsamere Karussells.

- Achterbahnen gibt es bei Roller Coaster Tycoon in vielen verschiedenen Varianten. Die Vielfalt reicht von Holz- über Rasende-Maus- bis hin zur Stahlgerüstachterbahn. Achterbahnen bringen viel Geld ein, es sollte jedoch darauf geachtet werden, dass die Achterbahnen nicht „zu aufregend“ werden. Es sind hier auch bestimmte Wasserbahnen, wie Baumstammrutsche oder Schlauchboote, zu finden.

- Aufregende Fahrten sind neben Twister und Schiffschaukel auch Weltraumkreisel oder Top-Spin. Die Fahrten bereiten auch nicht abgehärteten Besucher immer eine Menge Spaß und ein Grund, Geld dort zu lassen.

- Wasserfahrten: Neben dem Bootsverleih, der am meisten Profit ohne vorgegebene Strecke abwirft, gibt es dort zum Beispiel auch Schwanenboote.

- Andere Bahnen: Hier sind Attraktionen zusammengefasst, welche sich keiner anderen Gruppe eindeutig zuordnen lassen. Dies sind beispielsweise Aussichtstürme oder Go-Karts.

- Läden und Stände sorgen nicht nur für das leibliche Wohl der Besucher. Neben diversen Ständen für Speisen und Getränke können auch Toiletten, Informationsstände oder Souvenirläden gebaut werden.

 Folgende Attraktionen sind erst bei Rollercoaster Tycoon 3 mit der Erweiterung "Soaked!" verfügbar.
- Schwimmbäder sind, wenn sie aufregend gebaut werden, eine wahre Geldquelle, da man somit sehr leicht einige Hundert Besucher anlocken kann. Mögliche Extras für Schwimmbäder sind u. a. Whirlpools oder Sprungbretter. Ebenso gehören zu den Schwimmbädern indirekt die Wasserrutschen dazu (siehe unten). Um das Angebot von Badeausstattung sicherzustellen, empfiehlt es sich, die entsprechenden Läden in Nähe der Umkleideräume (hiermit können die Besucher die Badeanlage erreichen) zu bauen.

- Wasserrutschen werden ähnlich wie Achterbahnen verwaltet und errichtet, können aber nur von Schwimmbädern aus erreicht werden und die Benutzung ist für Parkbesucher immer kostenlos. Wasserrutschen können sowohl offen gebaut werden, d. h. das Schlussstück mündet in ein Schwimmbecken oder auch als geschlossene Strecke wie bei Achterbahnen. Unabhängig von der Bauweise ist darauf zu achten, dass die Rutsche nicht zu extrem wird.

 Folgende Attraktionen sind erst bei Rollercoaster Tycoon 3 mit der Erweiterung "Wild!" verfügbar.
- Tiere gehören zu den Zooelementen. Dies sind eingefriedete Bereiche, in denen beispielsweise Elefanten, Tiger usw. leben und von den Zuschauern von Aussichtsplattformen aus bestaunt werden können. Darüber hinaus gibt es noch spezielle Transportbahnen, mit denen die Parkbesucher direkt die Zoobereiche betreten können.

## Spiele der Reihe
| Spiel                           | GameRankings | Metacritic | OpenCritic |
| ------------------------------- | ------------ | ---------- | ---------- |
| RollerCoaster Tycoon            | 87,54 %      |            |            |
| RollerCoaster Tycoon 2          | 76,21 %      | 74/100     |            |
| RollerCoaster Tycoon 3          | 83,50 %      | 81/100     |            |
| RollerCoaster Tycoon 3D         |              | 39/100     |            |
| RollerCoaster Tycoon 4 mobile   |              | 35/100     |            |
| RollerCoaster Tycoon World      |              | 43/100     | 45/100     |
| RollerCoaster Tycoon Touch      |              |            |            |
| RollerCoaster Tycoon Classic    |              | 90/100     |            |
| RollerCoaster Tycoon Joyride    |              | 44/100     | 33/100     |
| RollerCoaster Tycoon Adventures |              |            | 54/100     |
| RollerCoaster Tycoon Puzzle     |              |            |            |

### RollerCoaster Tycoon
RollerCoaster Tycoon wurde 1999 von Chris Sawyer entwickelt, während die Grafiken von Simon Foster, einem freiberuflichen Künstler, beigesteuert wurden. Die Spiel-Engine basiert auf vorgerenderten 3D-Modellen, die stark heruntergerechnet in eine isometrische 2D-Umgebung mit 4 Seitenansichten eingefügt werden. Allein die Achterbahnwagen bestehen daher aus tausenden Einzelbildern. Die Detaildichte bei den Animationen ist hoch. So gibt es zahlreiche Sequenzen für Springbrunnen.

### RollerCoaster Tycoon 2
RollerCoaster Tycoon 2 kam in Europa am 16. Oktober 2002 auf den Markt. Das Spiel beinhaltet gegenüber dem Vorgänger neben neuen Attraktionen, Ständen, Baumöglichkeiten und der leicht verbesserten Grafik-Engine einen Szenarien-Editor und verbesserte Menüs. Außerdem enthält diese Version einen „Achterbahn-Baukasten“. Zudem enthält die zweite Version gemäß der grafischen Möglichkeiten Nachbauten von fünf Six-Flags-Parks und der in ihnen stehenden Achterbahnen aus dem Jahr 2002.

### RollerCoaster Tycoon 3
RollerCoaster Tycoon 3 ist in Europa am 4. November 2004 erschienen und wurde vom Entwicklungsstudio Frontier Developments entwickelt.
Mit dem dritten Teil kamen unter anderem eine 3D-Engine, welche nun für einen deutlich sichtbaren Tag- und Nachtwechsel sorgt, und die Möglichkeit, die Attraktionen aus Besuchersicht zu erleben, hinzu. Außerdem wurde ein Personen-Editor mit eingebaut, mit dem sich auch eigene Parkbesucher erstellen lassen. Am 24. September 2020 wurde das Spiel im Epic Store veröffentlicht, zur Bewerbung wurde das Spiel für eine Woche kostenlos abgegeben.

### RollerCoaster Tycoon 3D
Am 28. August 2011 bestätigte der n-Space die Entwicklung von RollerCoaster Tycoon 3D. Das Spiel erschien exklusiv am 26. Oktober 2012 für Nintendo 3DS. Publisher ist jedoch diesmal die Namco Bandai Partners Germany GmbH.

### RollerCoaster Tycoon 4 mobile
Am 17. März 2014 kündigte Atari per Twitter den fünften Teil der Reihe an. Dieser sei für iOS und Android geplant, allerdings sei auch eine PC-Fassung in Planung, die angeblich im Herbst 2014 erscheinen soll. Dass es sich bei letzterem aber auch lediglich um ein Browsergame und nicht wie bei den Vorgängern um einen Vollpreistitel handeln könnte, ließ Atari bislang noch nicht durchblicken.
Im Vergleich zum Vorgänger RollerCoaster Tycoon 3 wurden zahlreiche Rückentwicklungen, wie das Fehlen einer 3D-Engine hauptsächlich sowie zahlreiche Detailfragen gemacht. Auch weil es nur für mobile Versionen konzipiert wurde, mussten an der Grafik und am Spiel insgesamt Kompromisse eingegangen werden.
Seit dem 10. April 2014 ist RollerCoaster Tycoon 4 für Apple iOS, Android und Amazon Kindle erhältlich. Das Spiel erhielt schlechte Kritiken (Metascore: 43) und wurde primär dafür kritisiert, dass es trotz des Kaufpreises von 2,69 Euro zu weiteren Mikrotransaktionen drängt. Das Videospiel-Magazin GamePro vergab eine Wertung von 19 % und bezeichnete RollerCoaster Tycoon 4 als „Abzock-Geisterbahn“ und riet vom Download ab.
Serienerfinder Chris Sawyer gab an, er sei angewidert von der Art der Monetarisierung. Dies sei jedoch ein bewährtes und erfolgreiches Modell im mobilen Segment.

### RollerCoaster Tycoon World
RollerCoaster Tycoon World wurde im Rahmen der Gamescom 2014 von Atari angekündigt. Das Spiel soll wieder zu den Wurzeln der RollerCoaster-Serie zurückkehren und wird unter anderem einen Koop-Modus beinhalten. Das Spiel wurde anfangs von Pipeworks Software entwickelt, Atari wechselte allerdings das Entwicklerstudio und entschied sich für Area 52 Games. Am 5. März 2015 zeigte Atari erstmals die Grafik und das Gameplay des Spiels in einem Teaser-Trailer, erntete wegen einer als veraltet empfundenen Grafik jedoch viel Kritik, woraufhin man sich erneut für einen Entwicklerwechsel entschied. Seit dem 29. Juli ist Nvizzio Creations für die Entwicklung zuständig. Ende September verkündete Atari den Vorverkaufsstart des sechsten Teils der RollerCoaster Tycoon-Reihe. Die Spieler wurden durch ein Beta-Wochenende in die Entwicklung des Spieles miteinbezogen. Bei dem Beta-Wochenende wurde das Tool zum Achterbahnbau getestet und im Nachhinein entsprechend dem Feedback angepasst.
Der angekündigte Erscheinungstermin vom 14. Dezember 2015 konnte nicht eingehalten werden und wurde auf Anfang 2016 verschoben. Der Hersteller hat angekündigt, dass einige der als für einen Freizeitpark grundlegenden Elemente wie Wasserbahnen und Transportbahnen erst nach dem Release per kostenlosem Download nachgereicht werden. Die Ankündigung, dass zum Starttermin des Spiels nutzergenerierte Inhalte wie Dekorationselemente in das Spiel importiert werden können, wurde von den Fans in den offiziellen Foren sehr positiv aufgenommen. Der neue Teil der Strategie- und Aufbausimulation erschien am 30. März 2016 als Early Access. Von der Fangemeinde wird RollerCoaster Tycoon World seit der ersten Alpha-Version als großer Konkurrent zu Frontiers Planet Coaster gesehen. Am 10. November gaben die Entwickler von RollerCoaster Tycoon World bekannt, ihr Spiel am 16. November, einen Tag vor dem Release von Planet Coaster, endgültig zu veröffentlichen. Dies wurde von vielen als Affront gegen Frontier gesehen, da der Veröffentlichungstermin von Planet Coaster bereits seit Monaten bekannt war.

### RollerCoaster Tycoon Touch
RollerCoaster Tycoon Touch wurde erstmals im Dezember 2016 für iOS-Geräte veröffentlicht und ist eine kostenlose mobile Version von RollerCoaster Tycoon World. Eine Android-Version wurde im April 2017 veröffentlicht.

### RollerCoaster Tycoon Classic
RollerCoaster Tycoon Classic erschien am 22. Dezember 2016 für Android und iOS. Das Spiel ist eine Neuauflage der alten Teile RollerCoaster Tycoon und RollerCoaster Tycoon 2. Die Grafik und die Bedienung sind mit den alten Spielen identisch. Im Spiel selbst gibt es die Möglichkeit drei verschiedene In-App-Käufe zu tätigen. So können die beiden Erweiterungen „Verrückte Welten“ und „Zeitreise“ sowie das Toolkit erworben werden. Der Schöpfer Chris Sawyer war selbst an der Überarbeitung beteiligt. Das Spiel wurde auch für PC auf Steam veröffentlicht.
Seit dem 5. Dezember 2024 ist eine digitale Version im Nintendo eShop erhältlich. Diese wurde am 24. April 2025 mit einer physischen Kaufversion für den Handel ergänzt. In einem Update wurde Touchscreen-Steuerung nachgeliefert.

### RollerCoaster Tycoon Joyride
Ein auf der RollerCoaster Tycoon-Reihe basierendes VR-Spiel wurde 2018 veröffentlicht. Das Spiel wurde schlecht aufgenommen.

### RollerCoaster Tycoon Adventures
RollerCoaster Tycoon Adventures ist eine Wirtschaftssimulation, die für Nintendo Switch und später auch für Microsoft Windows veröffentlicht wurde.

### RollerCoaster Tycoon Puzzle
RollerCoaster Tycoon Puzzle (ursprünglich bekannt als RollerCoaster Tycoon Story) ist ein kostenlos Spiel, welches von Graphite Lab entwickelten wurde. Atari veröffentlichte das Spiel im Januar 2020 für iOS- und Android-Mobilgeräte.

## Entwicklung
Ursprünglicher Entwickler von RollerCoaster Tycoon ist Chris Sawyer, der den ersten Teil fast im Alleingang entwickelte. Das Spiel wurde nach seiner Aussage zu 99 % in Assembler geschrieben, lediglich die Schnittstellen zu Windows/DirectX sollen über C realisiert worden sein. Im Frühjahr 1999 wurde es dann von MicroProse und Hasbro Interactive veröffentlicht. Der Nachfolger RollerCoaster Tycoon 2, auch von Chris Sawyer entwickelt, kam Ende 2002 auf den Markt und wurde von Atari SA veröffentlicht. Die Entwicklung der Add-ons zu RollerCoaster Tycoon 2 übernahm die Firma Frontier Developments. 2004 folgte dann RollerCoaster Tycoon 3 als erstes Spiel der Reihe in 3D-Grafik. Es wurde ebenfalls von Atari veröffentlicht, diesmal aber vollständig von Frontier Developments entwickelt. Chris Sawyer nahm dabei nur eine beratende Stellung ein. Der sechste Teil der Serie, mit dem Titel RollerCoaster Tycoon World, wurde ursprünglich von Pipeworks Software entwickelt, bevor die Arbeiten von Rechteinhaber Atari zu Area 52 Games verlagert wurden. Seit dem 29. Juli ist Nvizzio Creations für die Entwicklung zuständig. Insgesamt wurden 180 Millionen Dollar Umsatz mit den Spielen erzielt, von denen 30 Millionen Dollar an den Entwickler Chris Sawyer flossen. Sawyer gab an, die Namensrechte exklusiv an Atari zu lizenzieren, aber keinen Einfluss auf Entwicklung oder Qualitätssicherung der Folgetitel zu nehmen.